# 商城县
商城县是中华人民共和国河南省信阳市下辖的一个县，位于河南省东南部，大别山北麓。面积2117平方公里,总人口約46万人。县人民政府驻城关镇。

## 历史沿革
商城夏商時为诸侯封地，西周属黄国地，春秋战国时期，先属吴后属楚，号称“吴头楚尾”。秦始皇统一六国时期属九江郡。西汉置雩娄县。南朝宋侨立苞信县于此，南朝梁以苞信县属义州。隋开皇四年（584年），改苞信县为殷城县，属弋阳郡。唐武德三年（620年），重置义州，以县属光州。宋建隆元年（960年）赵匡胤尊其父弘殷为宣祖，诏谕全国讳“殷”字，故改殷城为商城，属光州弋阳郡，至此始得县名。不久后并入固始县。明成化十六年（1480年）四月析固始县复置商城县。清朝属河南承宣布政使司南汝光州道光州直隶州。民国属河南省第九行政都察区潢川专员公署管辖。1932年中国工农红军第三次占领商城，更名赤城县，1933年复名商城。1933年划商城东南半壁（约1800平方公里）归安徽建立煌县（今金寨县）。中华人民共和国成立初期隶属潢川专区，1952年潢川专区并入信阳专区，随之并入。1998年信阳撤地设市，商城为其辖县。

## 人口
根據第七次人口普查數據，截至2020年11月1日零時，商城縣常住人口為45.95萬人    。

## 地理
商城县位于河南省东南部，河南、湖北、安徽三省交界地带，大别山北麓，地势南高北低，境内最高峰为金刚台，海拔1584米，为大别山在河南境内的最高峰。商城全境皆属淮河流域，支流灌河自南向北贯穿全境，与史河汇合后称史灌河。灌河上游建有鲇鱼山水库。

## 行政区划
商城县下辖2个街道办事处、10个镇、7个乡：
赤城街道、鲇鱼山街道、上石桥镇、鄢岗镇、双椿铺镇、汪桥镇、余集镇、达权店镇、丰集镇、汪岗镇、观庙镇、金刚台镇、河凤桥镇、李集乡、苏仙石乡、伏山乡、吴河乡、冯店乡、长竹园乡和汤泉池管理处。

## 交通
- 沪陕高速沪陕高速公路与宁西铁路平行走向，设出口和服务区各一处。
- 220国道過境。
- 宁西铁路自县境北侧穿过，设商城站（客货运三等站）、李集站。

## 名胜
- 金刚台国家地质公园
- 黄柏山国家森林公园
- 鲇鱼山水库国家水利风景区
- 汤泉池（4A级度假温泉养生旅游区）
- 观音山
- 三教洞
- 观阵山

## 土特产
- 商茯苓、商桔梗、商城茶油、大别山天香菜及其制品：中国地理标志产品
- 天麻
- 红毛猪、黑毛猪
- 信阳毛尖
- 板栗
- 娃娃鱼